# Abu-l-Hussayn al-Baridí
Abu-l-Hussayn al-Baridí fou un dels tres fills d'al-Baridí, el petit dels germans Banu l-Baridí.
El seu germà Abu-Abd-Al·lah Àhmad al-Baridí va obtenir del visir Ibn Muqla (927-928), mitjançant un suborn de 20.000 dinars, la recaptació d'impostos de la província d'al-Ahwaz per ell mateix, i oficis lucratius pels seus dos germans.
El 942 Abu-Abd-Al·lah al-Baridí va enviar un exèrcit dirigit pel seu germà Abu-l-Hussayn que va ocupar Bagdad i va obligar el califa i el seu visir Ibn Ràïq a refugiar-se en territori dels hamdànides a Mossul. Els hamdànides van contraatacar i fou expulsat de Bagdad i Wasit. Els tres germans van conservar el govern de Bàssora i van sostenir una guerra contra l'emir d'Oman que havia desembarcat i s'havia apoderat d'al-Ubulla.
Abu-Abd-Al·lah va morir el juny de 945 i el va succeir el seu fill Abi-l-Qàssim al-Baridí. Abu-l-Hussayn es va enfrontar al seu nebot però en el seu intent perquè li fos confiat el govern de Bàssora pel califa, va acabar condemnat i executat a Bagdad a finals del 945.